# 普鲁士副内阁首长
普鲁士副内阁首长列表如下

## 德意志帝国时期（1873-1918）
- 奥托·冯·坎普豪森 1873–1878
- 奥托格拉夫祖斯托尔贝格-韦尼格罗德 1878–1881
- 罗伯特·冯·普特卡默 1881–1888
- 卡尔·海因里希·冯·伯蒂切尔 1888–1897
- 约翰内斯·冯·米克尔 1897–1901
- 西奥博尔德·冯·贝特曼-霍尔维格 1907–1909
- 克莱门斯·冯·德尔布吕克 1914–1916
- 保罗·冯·布雷滕巴赫 1916–1917
- 罗伯特·弗里德伯格 1917–1918